# Lijst van burgemeesters van Vessem, Wintelre en Knegsel
Dit is een lijst van burgemeesters van de voormalige Nederlandse gemeente Vessem, Wintelre en Knegsel tot die gemeente op 1 januari 1997 opging in de gemeente Eersel.
| Ambtsperiode | Naam burgemeester        | Partij of stroming | Bijzonderheden                                           |
| ------------ | ------------------------ | ------------------ | -------------------------------------------------------- |
| 18?? - 18??  | A. Hordijk               |                    |                                                          |
| 1832 - 1852  | Cornelis (C.) Hordijk    |                    |                                                          |
| 1852 - 1858  | P. Hordijk               |                    |                                                          |
| 1858 - 1888  | H.J. Tasset              |                    |                                                          |
| 1888 - 1916  | J.H. Visschers           |                    |                                                          |
| 1917 - 1946  | P.J.E. Visschers         |                    | zoon van voorganger                                      |
| 1942 - 1944  | Jan (J.W.A.) Smulders    |                    | waarnemend; burgemeester van Oost-, West- en Middelbeers |
| 1947 - 1972  | A.J.M. Smulders          |                    | al eerder waarnemend burgemeester                        |
| 1971 - 1972  | Frank (F.J.M.) Houben    | KVP                | waarnemend; burgemeester van Luyksgestel                 |
| 1972 - 1980  | Harry (H.H.M.) Spoormans | KVP                |                                                          |
| 1981 - 1988  | Arnold (A.J.) van Houdt  | CDA                |                                                          |
| 1988 - 1996  | Herman (H.H.) Jonker     | PvdA               |                                                          |